# Llenega d'alzina
La llenega d'alzina (Hygrophorus persoonii), també anomenada  llenegall, bromosa o mocosa d'alzina, és una espècie de bolet agarical de la família de les higroforàcies (Hygrophoraceae).

## Descripció
- Barret de convex a plano-convex, generalment no-umbonat, de color bru vermellós a bru bronzat, amb reflexos olivacis. Superfície llisa, lluent, amb el marge no-estriat i amb un diàmetre de 3,5 cm aproximadament.
- Làmines adnates, gruixudes i blanquinoses. Aresta sencera i del mateix color.
- El peu fa 6-8,5 x 0,5-0,8 cm, de cilíndric a fusiforme, de color blanquinós, amb abundants grànuls del mateix color o més brunencs i una franja anular ben delimitada, completament viscós.
- Carn blanquinosa, la qual es torna verd-blavosa en presència d'amoníac.
- No presenta cap olor distintiva.
- Sabor agradable.
- El color de l'esporada és blanc.
- Espores d'el·lipsoidals a amigdaliformes, llises, de 10-12 x 5,5-6,5 micròmetres.[3][4][5]

## Hàbitat
Viu sota alzines i sureres (en associació amb Quercus, Fagus i Corylus), és relativament comú i apareix entre la tardor i l'hivern. També es pot trobar, tot i que molt més rarament, sota estepes del gènere Cistus.

## Distribució geogràfica
Es troba a Europa.

## Confusions amb altres espècies
És molt típica d'aquesta espècie l'ornamentació del peu, present també en altres representants del mateix gènere. Hygrophorus olivaceoalbus (la llenega de muntanya) és una espècie molt propera, igualment comestible, la qual viu en zones de més altitud, sobretot als estatges montà o subalpí, sota pins, i que se'n separa per la immutabilitat de la carn en presència d'amoníac. Hygrophorus hypothejus, també de color brunenc, presenta les làmines grogues o una mica ataronjades.

## Comestibilitat
És un bolet comestible, per bé que d'inferior qualitat que Hygrophorus latitabundus.